# 新潟市立有明台小学校
新潟市立有明台小学校（にいがたしりつ ありあけだいしょうがっこう）は、新潟県新潟市中央区有明台にある公立小学校。

## 概要
新潟市立浜浦小学校の児童増加に伴い、1955年（昭和30年）に分離開校。
その後、周囲の宅地化に伴い児童が増加。元々土地面積が狭かった為に増築が出来ず、さらに関屋分水路の完成により校区が分断された事もあり、1972年（昭和47年）に分水路の対岸地区に新潟市立青山小学校を開校し、青山地区の児童は新学校へ移った。
ただし、堀割町３丁目も青山小学校へ移る対象となったため、一部父兄が不満に思って、入学式・始業式をボイコットさせた上、独自に寺子屋を開設して青山小に通わせないという騒ぎも発生した。
部活動でのチーム愛称は「たつまき」で統一されている。
旧新潟市では最後に作られた木造校舎であったが、のちに鉄筋コンクリートに改築されている。
また、木造校舎時代に一棟だけ造られた鉄筋校舎は、新潟県立新潟西高等学校の新設時の代替校舎として使われた事がある。
教育理念は高め合う子。
2010年（平成22年）4月、新潟市立学校適正配置審議会が新潟市教育委員会に提出した新潟市立小中学校の適正配置に関する答申には、隣接する浜浦小学校、関屋小学校との統合案が盛り込まれている。

## 沿革
- 1955年（昭和30年）1月10日 - 浜浦小、有明台小の分離式
- 1955年（昭和30年）1月11日 - 有明台小学校開校式
- 1955年（昭和30年）11月26日 - 校舎竣工式
- 1957年（昭和32年）6月1日 - 体育館竣工式
- 1959年（昭和34年）11月1日 - 「協力像」完成
- 1959年（昭和34年）11月26日 - 創立5周年記念式・校歌，校旗の制定
- 1964年（昭和39年）11月1日 - 創立10周年記念式「五輪台」完成
- 1969年（昭和44年）11月1日 - 創立15周年記念式・プール完成
- 1970年（昭和45年）4月1日 - 青山小学校設立分離
- 1975年（昭和50年）4月1日 - 知的障害児「風の子学級」新設
- 1976年（昭和51年）4月1日 - 情緒障害児「雪の子学級」新設
- 1981年（昭和56年） - 児童会の歌、児童会の旗、児童の公募により制定
- 1984年（昭和59年）11月1日 - 創立30周年記念式「有明台音頭」。その時のスローガンは父母からの公募で決まった、「ダッシュ!30周年羽ばたけ、21世紀へ!」である。
- 1984年（昭和59年）11月1日 - PTA歌「有明台の空に」制作発表
- 1994年（平成6年）10月21日 - 和室「つどいの部屋」完成
- 1995年（平成7年）10月16日 - コンピュータルーム完成
- 2005年（平成17年）4月1日 - 2学期制開始
- 2007年（平成19年）8月27日 - 大規模改修完了
- 2008年（平成20年）9月18日 - ふれあいスクール「たつまキッズ」開設
- 2010年（平成22年）9月27日 - 「夢をかたちに 小学生体力アップキャラバン」実施校（主催/毎日新聞社、特別協賛/富士通）

## 通学区域
新潟市中央区
- 有明大橋町
- 有明台
- 関新2丁目（2番）
- 関新3丁目（2番 - 4番）
- 関南町
- 関屋大川前一丁目
- 関屋大川前二丁目
- 関屋恵町
- 文京町
- 堀割町
- 弥生町